# Nyodes thomae
Nyodes thomae là một loài bướm đêm trong họ Noctuidae.